# Mademoiselle de Belle-Isle
Mademoiselle de Belle-Isle è un'opera lirica del 1905, di Spyrìdon Filiskos Samàras, più conosciuto come Spiro Samara.
Il libretto in francese, di Paul Milliet, è basato sull'omonimo dramma in cinque atti di  Alexandre Dumas del 1839.
La prima assoluta dell'opera si tenne a Genova il 9 novembre 1905, nella versione in lingua italiana di Amintore Galli;la protagonista femminile era il soprano Emma Carelli.

## Discografia
- Mademoiselle de Belle-Isle (versione francese) Angelo Simos, Tassis Christoyannis, Pavlos Maropoulos, Pantelis Kontos, Kaval Choir of Sofia, Pazardzhik Symphony Orchestra, Byron Fidetzis Naxos 2CD 2020